# Saint-Pierre-de-Cormeilles
Saint-Pierre-de-Cormeilles – miejscowość i gmina we Francji, w regionie Normandia, w departamencie Eure.
Według danych na rok 1990 gminę zamieszkiwały 523 osoby a w 1999 roku 577 osób, a gęstość zaludnienia wynosiła 30 osób/km² (wśród 1421 gmin Górnej Normandii Saint-Pierre-de-Cormeilles plasuje się na 439. miejscu pod względem liczby ludności, natomiast pod względem powierzchni na miejscu 85.).